# Reserva nacional Lago Las Torres
La Reserva nacional Lago las Torres (Chile) es una de las áreas silvestres protegidas por la Corporación Nacional Forestal, más conocida como Conaf. Dicha zona está localizada en el kilómetro 120 del camino longitudinal Austral Norte, entre las comunas de Coyhaique y Lago Verde que pertenecen a la provincia de Coyhaique en la Xl región de Aysén del General Carlos Ibáñez del Campo, región que conforma la Zona Austral del país. Actualmente la reserva posee una superficie de 16.516 hectáreas.
Un dato relevante que pone de manifiesto la extrema belleza natural de la región es el que indica que más del 50% de su superficie corresponde a áreas protegidas, de las cuales cinco son Parques Nacionales, doce son Reservas Nacionales y dos son Monumentos Naturales; encontrándose esta reserva dentro de las principales.

## Historia
Desde un inicio la construcción de la Carretera Austral significó que se pusieran manos a la obra a la reserva, pues gracias a esto el personal contaba con un acceso vehicular a la zona que determinó los comienzos de los trabajos de construcción en ella; siendo las primeras instalaciones listas la guardería, cercos, embarcaderos y otras áreas menores.
Esta área fue creada el 29 de septiembre de 1982 concedido por el decreto supremo 63 del Ministerio de Bienes Nacionales. Actualmente la reserva posee una superficie de 16 516 hectáreas.

## Geografía

### Geomorfología

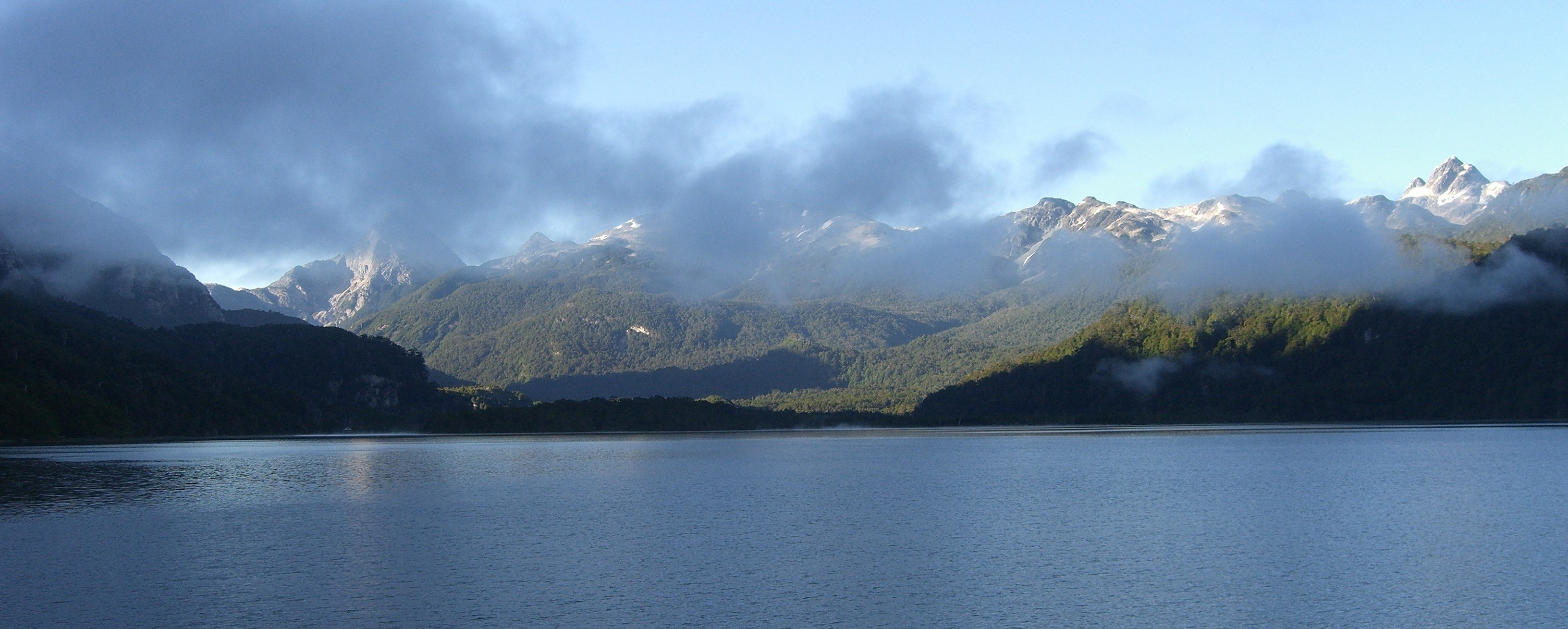
Vista hacia el Lago Las Torres, una de las maravillas naturales de la reserva.

Las características de la zona son compartidas con otras dos grandes morfologías del Sur Austral, siendo estas la Cordillera Andina Patagónica y la Cordillera Subandina. Estas peculiaridades resultan ser los profundos valles de glaciales y sectores de cumbres con pendientes muy pronunciadas; donde en estas últimas se distinguen rocas pequeñas y algunos cuerpos de hielo. En las épocas más frías la nieve cubre gran parte de estas áreas, dejando al descubierto sólo los sectores más empinados. 
Los valles por su lado se desarrollan principalmente hacia el Oeste y el Norte, además se destaca la presencia de cadenas montañosas (nombradas por los visitantes como las torres) donde es posible distinguir cerros sobre los 1.500 m.s.n.m . Al Sur y Sureste de la unidad se ubican los cerros de las Torres con alturas que varían entre 1.490 y 1.685 m s. n. m. Un poco más al Norte está el cerro Nato de 1.413 m.s.n. m. Al Norte de la reserva se encuentra el denominado Cordón Quemado con alturas que varían entre 1.104 y 1.597 m s. n. m. Por último al Noroeste del parque se encuentra el cerro de Los Monos, con alturas de 1.166 m s. n. m.

### Clima
Este lugar cuenta con un clima característico de la región trasandina con degeneración estepárica, con una considerable amplitud térmica y menor precipitación que en zonas litorales húmedas. Estas lluvias son uniformes y repartidas durante todo el año, pero en la época invernal se produce principalmente como nieve. Las extremas en dicha época son en promedio de -3 °C  y en verano sobre los 13 °C.

### Hidrografía
La Reserva está conformada mayoritariamente por montañas donde nacen una infinidad de pequeños cursos de agua, esteros y ríos, formando una compleja red de afluentes tributarios a los ríos Cisnes, Rodríguez, Santa Andrea, Las Torres, etc;. Algunos de estos son:
- Reserva nacional Lago Las Torres: Es el principal atractivo turístico de la reserva hallándose en el límite Oeste de esta.
- Río Rodríguez: Ubicado al Noreste del parque desemboca en otro llamado Cisnes. Gran parte de su recorrido lo realiza por terrenos que se encuentran fuera de la reserva cerca del límite con Argentina.
- Río Picaflor: Esta formación se encuentra en el lado Sur de la reserva pero no precisamente dentro de sus límites. Este río corre de este a oeste.
- Estero Las Torres: Corre de este a oeste desembocando en el estero Brigida.
- Estero Santa Andrea: Inicia en la parte central de  la reserva, corre de este a oeste desembocando en el río Travieso al Norte del lago Las Torres.
- Estero La Tobiana: Se ubica en al noroeste de la zona, sus aguas corren de Sur a norte, siendo dependiente del río Cisnes.
- Reserva nacional Lago Carlota

## Flora y fauna

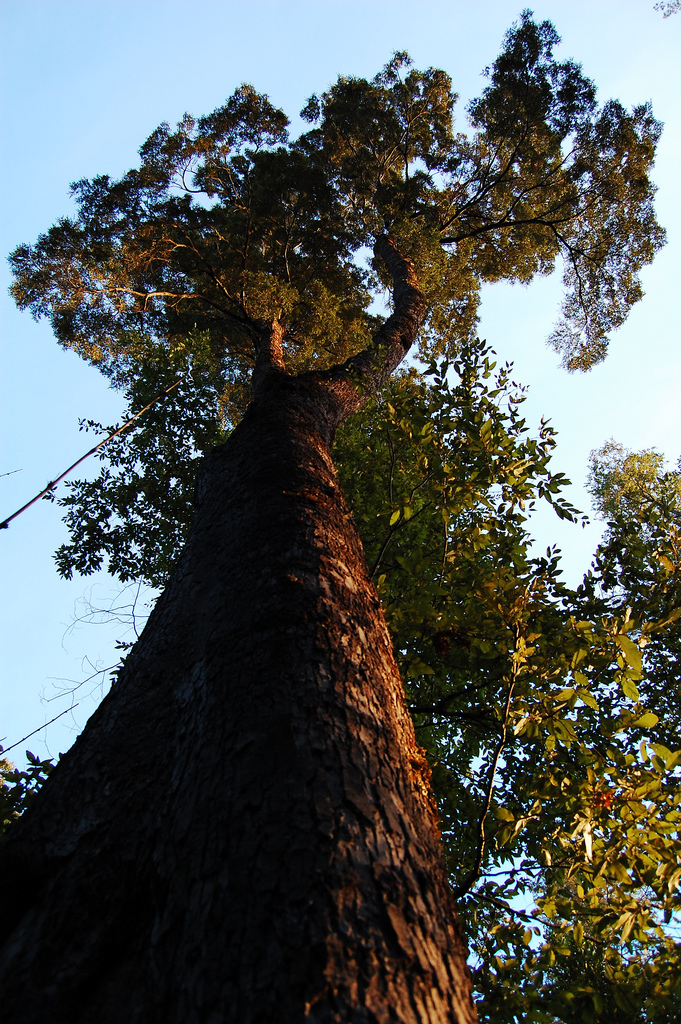
Uno de los atractivos principales dentro de la flora albergada en la reserva es la presencia de coihues.

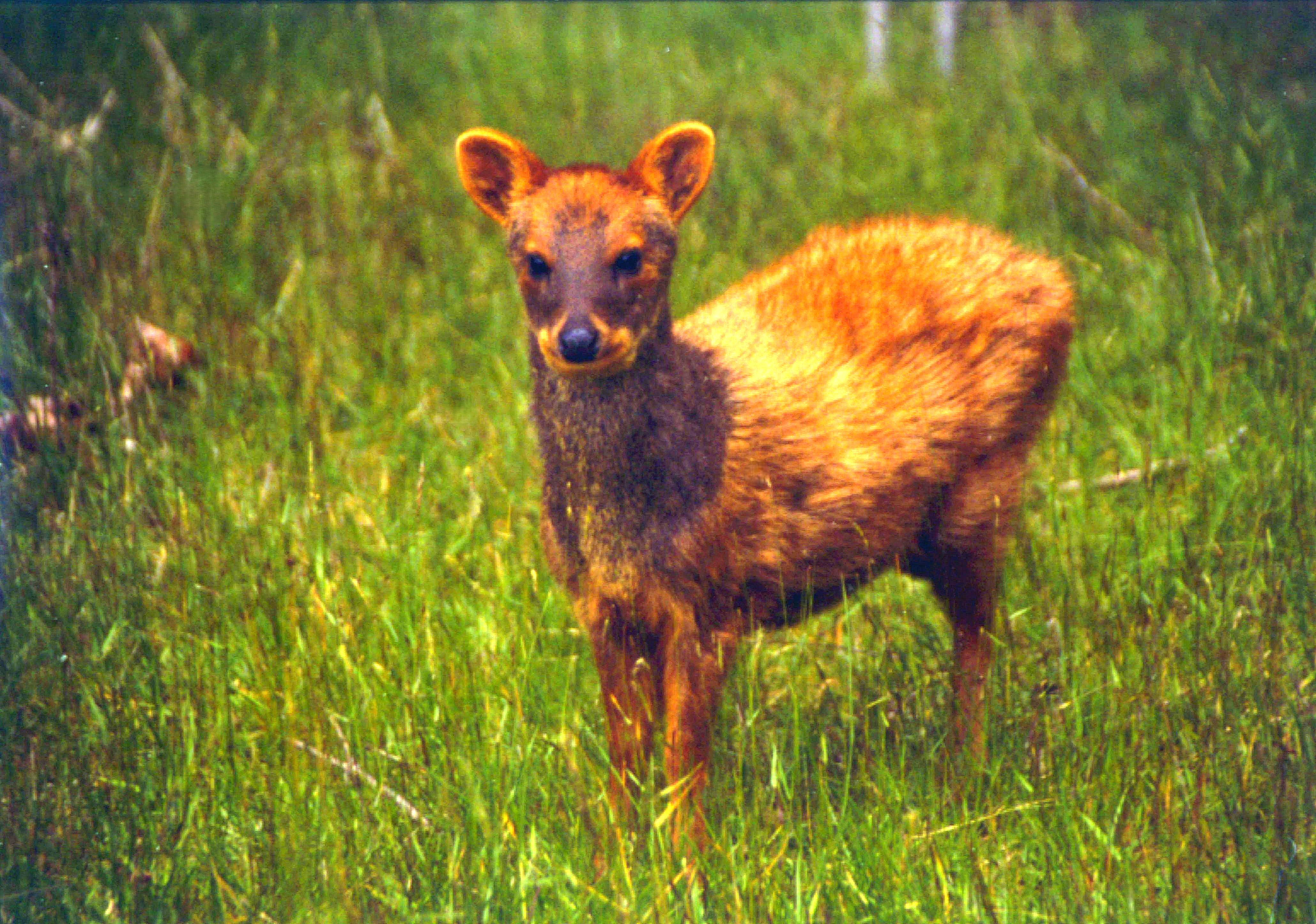
El pudú, uno de los mamíferos característicos de la Patagonia chilena.

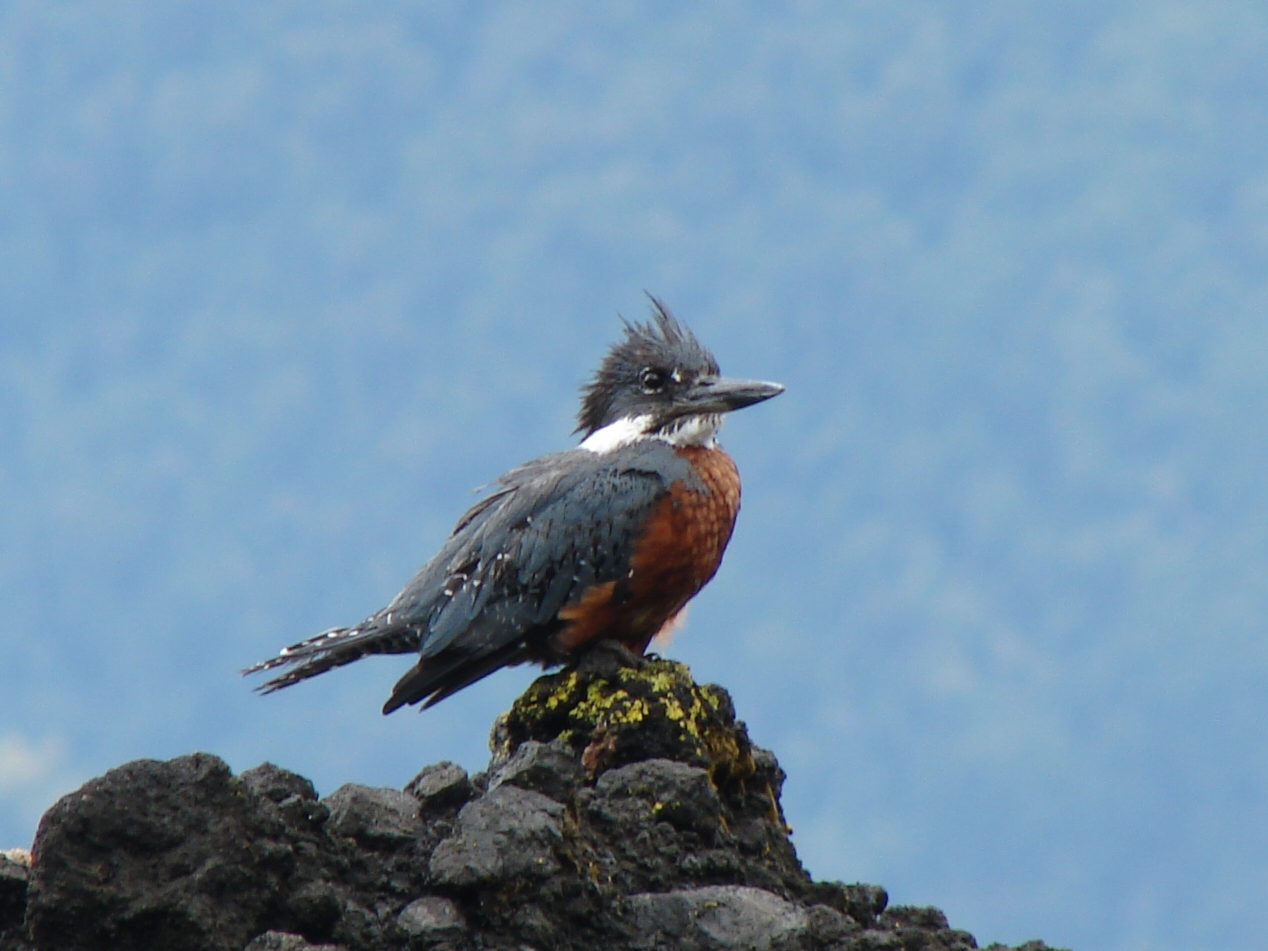
El martín pescador, una de las aves más bellas que habitan en la reserva.

Uno de los grandes atractivos de la reserva es la fauna, principalmente aquellas especies que se encuentran en el Bosque Siempreverde Montano y el Bosque Caducifolio de lengas de la región; formaciones vegetales que coexisten dentro de la reserva. Algunas de estas especies que podemos hallar son los coihues, la tepa, el canelo, la luma, el espino negro, el ciruelillo, el mañío de hojas punzantes, etc.
Para la reserva se cuentan alrededor de 12 especies de mamíferos y 42 especies de aves. Sin embargo, debido a que la zona presenta características ambientales relativamente homogéneas es común que el atractivo faunístico varíe en algunas épocas. Dentro de las diversas clases de mamíferos existentes en la reserva se encuentran el pudú, el puma, el coipo, el chucao, la güiña, el huemul, la nutria de río, la liebre, el jabalí, el zorro culpeo, entre otros. 
Por otro lado, las clases de aves que se presencian en la zona son el carpintero negro, la cachaña, el diucón, el yeco, la garza cuca y el martín pescador.

## Instalaciones
El territorio comprendido por el parque resulta ser increíblemente extenso, pero aquello no tiende a ser un impedimento para sus visitantes que,atraídos por las maravillas naturales del sector; se aventuran a recorrerlo. 
La reserva posee las siguientes construcciones en su interior con la finalidad de lograr que el viajante planifique su visita y se vuelva una experiencia mucho más grata:
Zonas pertenecientes a la administración.
- Guardería: Es una instalación de 77 m² compuesta por dos plantas y que alberga la habitación del guardabosques. Dentro de ella se encuentra una pequeña oficina para los miembros que estén de turno y que cuenta con un equipo de radio; además de instalación de agua potable.
- Leñera: Es una construcción de aproximadamente 15 m² y que es usada principalmente como bodega.
- Campamento: Zona de unos 52 m² y que sirve de albergue para trabajadores de manera esporádica. También ha sido utilizado como base de brigada del Programa Manejo del Fuego de CONAF.

El personal cuenta además con motocicletas y botes para realizar sus vigilias correspondientes por los sectores del parque.
Zonas designadas para los turistas
- Sitios de acampar: Áreas verdes reservadas netamente para alojar a los viajantes. Hay dos sitios a orillas del Lago las Torres y cada una tiene una superficie de 60 m².
- Senderos de excursión: Es una calzada habilitada para el paso de los visitantes y que posee una longitud de 1200 m. El sendero logra bordear el Lago Las Torres a través del Bosque Siempreverde.
- Zonas de merienda: Existen alrededor de cinco sitios para comer a orillas del lago Las Torres, los cuales están equipados con mesones y bancas para todos aquellos que necesiten detener su expedición y descansar un par de minutos.
- Letrinas: Hay dos y ambas cuentan con duchas comunes para los viajeros.
- Muelle: Es un embarcadero de 12 m de largo y que es utilizado para realizar pesca deportiva.

Cabe mencionar que al ser una localización resguardada y administrada por la Conaf, es muy importante consultar antes con los guardabosques toda las precauciones pertinentes para no cometer infracciones dentro del parque y tener una buena estadía. Otro punto relevante para los visitantes (sobre todo extranjeros) es la inexistencia de ciertos servicios de conectividad, vulcanización o para realizar giros/depósitos bancarios; puesto que se está en un área muy apartada del entorno urbano y se pretende no perturbar el ecosistema de las especies que aquí habitan.

## Actividades

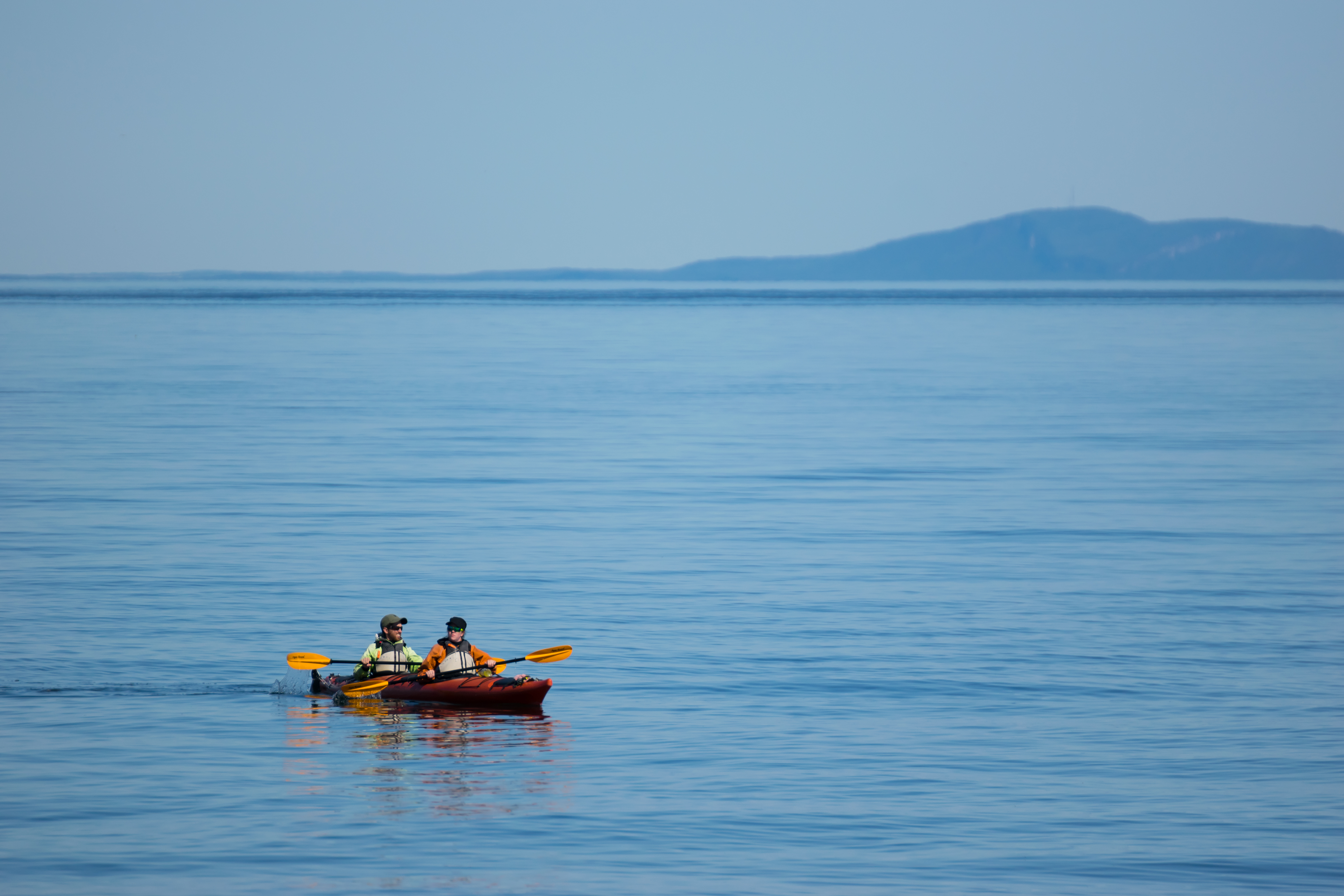
Las travesías en kayak, una de las actividades favoritas por los turistas a realizar dentro de la reserva.

Dentro de los pasatiempos que se pueden realizar en el parque se hallan la fotografía amateur o profesional, trekking por los senderos habilitados, cabalgatas, recorridos por el lago, paseos en lancha y kayak además de realizar pesca deportiva gracias a alta presencia de truchas.